# Сан-Хоакин (Колумбия)
Сан-Хоакин (исп. San Joaquín) — город и муниципалитет в северо-восточной части Колумбии, на территории департамента Сантандер. Входит в состав провинции Гуанента.

## История
Поселение, из которого позднее вырос город, было основано Фелисиано Рамиресом 1 июля 1779 года. Муниципалитет Сан-Хоакин был выделен в отдельную административную единицу в 1887 году.

## Географическое положение

Муниципалитет Сан-Хоакин

Город расположен в юго-восточной части департамента, в горной местности Восточной Кордильеры, на расстоянии приблизительно 77 километров к юго-западу от города Букараманги, административного центра департамента. Абсолютная высота — 2004 метра над уровнем моря.
Муниципалитет Сан-Хоакин граничит на северо-востоке с территорией муниципалитета Молагавита, на востоке и юге — с муниципалитетом Онсага, на юго-западе — с муниципалитетом Короморо, на западе — с муниципалитетом Моготес. Площадь муниципалитета составляет 192 км².

## Население
По данным Национального административного департамента статистики Колумбии, совокупная численность населения города и муниципалитета в 2015 году составляла 2488 человек.
Динамика численности населения муниципалитета по годам:
| 2005 | 2006 | 2007 | 2008 | 2009 | 2010 | 2011 | 2012 | 2013 | 2014 | 2015 |
| ---- | ---- | ---- | ---- | ---- | ---- | ---- | ---- | ---- | ---- | ---- |
| 2948 | 2883 | 2841 | 2789 | 2748 | 2698 | 2651 | 2621 | 2562 | 2528 | 2488 |

Согласно данным переписи 2005 года мужчины составляли 51,4 % от населения Сан-Хоакина, женщины — соответственно 48,6 %. В расовом отношении белые и метисы составляли 99,7 % от населения города; негры, мулаты и райсальцы — 0,3 %.
Уровень грамотности среди всего населения составлял 81,7 %.

## Экономика
Основу экономики Сан-Хоакин составляет сельское хозяйство.
64,2 % от общего числа городских и муниципальных предприятий составляют предприятия торговой сферы, 32,7 % — предприятия сферы обслуживания, 2,5 % — промышленные предприятия, 0,6 % — предприятия иных отраслей экономики.

## Транспорт
Через город проходит национальное шоссе № 64 (исп. Ruta Nacional 64).